# Indy Baijens

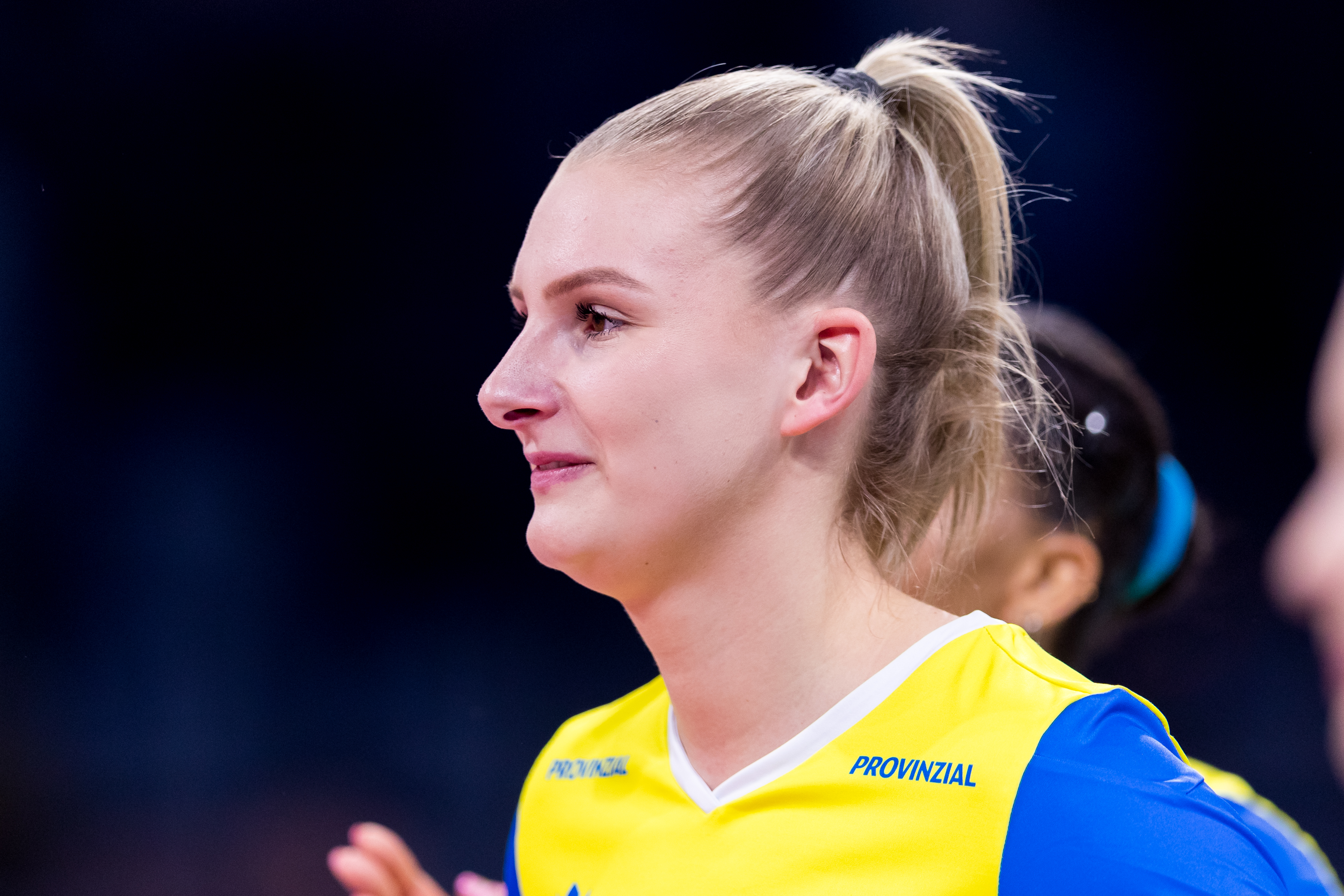
Lina Alsmeier zawodniczką SSC Palmberg Schwerin w sezonie 2022/2023

Indy Baijens (ur. 4 lutego 2001 w Zaandam) – holenderska siatkarka, grająca na pozycji środkowej, reprezentantka kraju.

## Kariera klubowa
| Kariera juniorska         | Kariera juniorska          | Kariera juniorska | Kariera juniorska | Kariera juniorska | Kariera juniorska | Kariera juniorska | Kariera juniorska | Kariera juniorska | Kariera juniorska | Kariera juniorska |
| ------------------------- | -------------------------- | ----------------- | ----------------- | ----------------- | ----------------- | ----------------- | ----------------- | ----------------- | ----------------- | ----------------- |
| Lata                      | Klub                       |                   |                   |                   |                   |                   |                   |                   |                   |                   |
| 2017–2019                 | TalentTeam Papendal Arnhem |                   |                   |                   |                   |                   |                   |                   |                   |                   |
| Kariera seniorska         |                            |                   |                   |                   |                   |                   |                   |                   |                   |                   |
| Lata                      | Klub                       |                   |                   |                   |                   |                   |                   |                   |                   |                   |
| 2019–2020                 | ASPTT Miluza               |                   |                   |                   |                   |                   |                   |                   |                   |                   |
| 2020–2021                 | Grupa Azoty Chemik Police  |                   |                   |                   |                   |                   |                   |                   |                   |                   |
| 2021–2024                 | SSC Palmberg Schwerin      |                   |                   |                   |                   |                   |                   |                   |                   |                   |
| 2024–2024 (do 17.12.2024) | Savino Del Bene Scandicci  |                   |                   |                   |                   |                   |                   |                   |                   |                   |
| 2024–2025 (od 17.12.2024) | Il Bisonte Firenze         |                   |                   |                   |                   |                   |                   |                   |                   |                   |
| 2025–                     | Igor Gorgonzola Novara     |                   |                   |                   |                   |                   |                   |                   |                   |                   |

## Sukcesy klubowe
Puchar Polski:
- 2021

Liga polska:
- 2021

Puchar Niemiec:
- 2023[7]

Liga niemiecka:
- 2024[8]

## Sukcesy reprezentacyjne
Mistrzostwa Europy:
- 2023[9]